# Taubenturm Aulnay (Charente-Maritime)

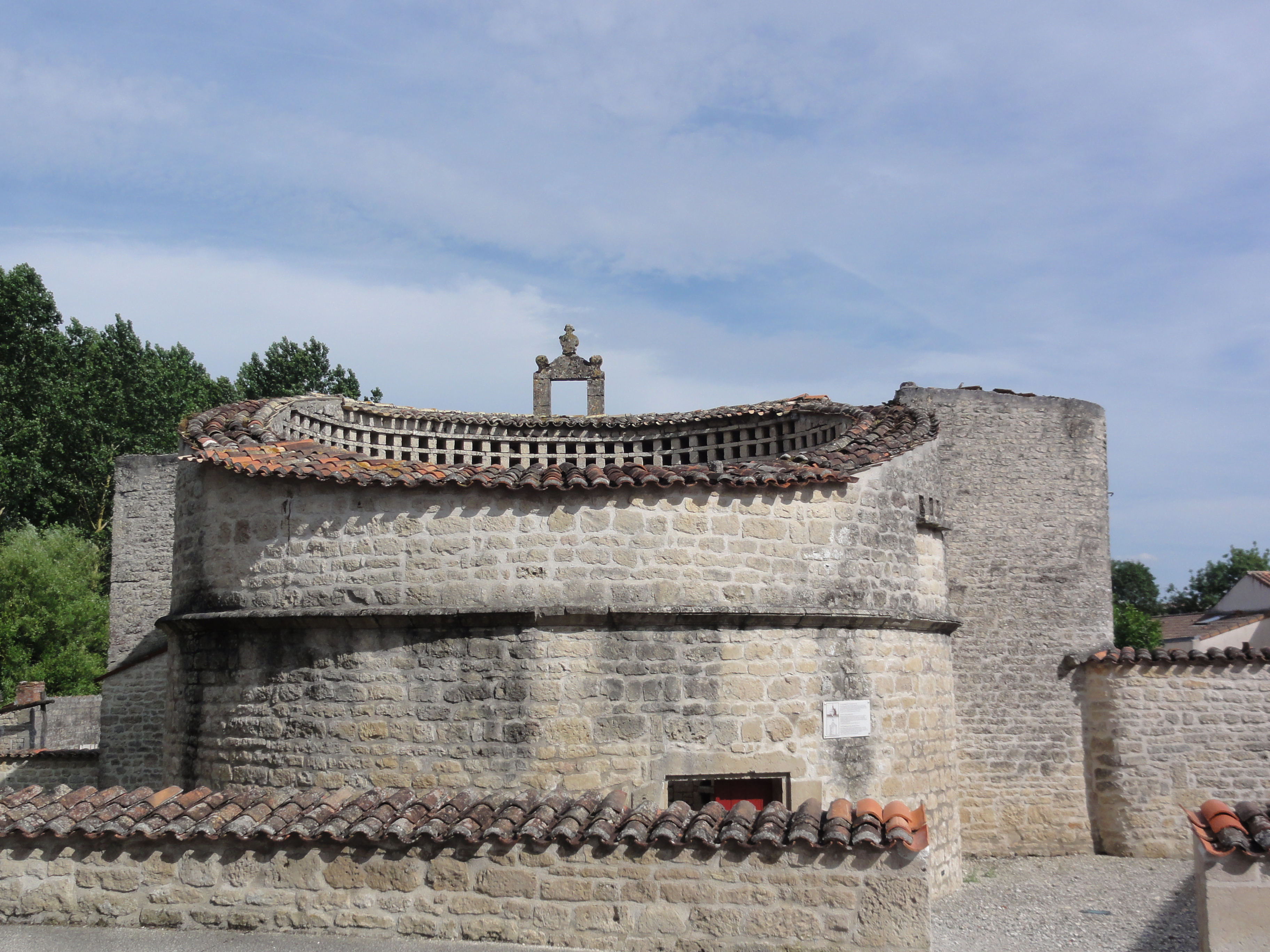
Taubenturm in Aulnay

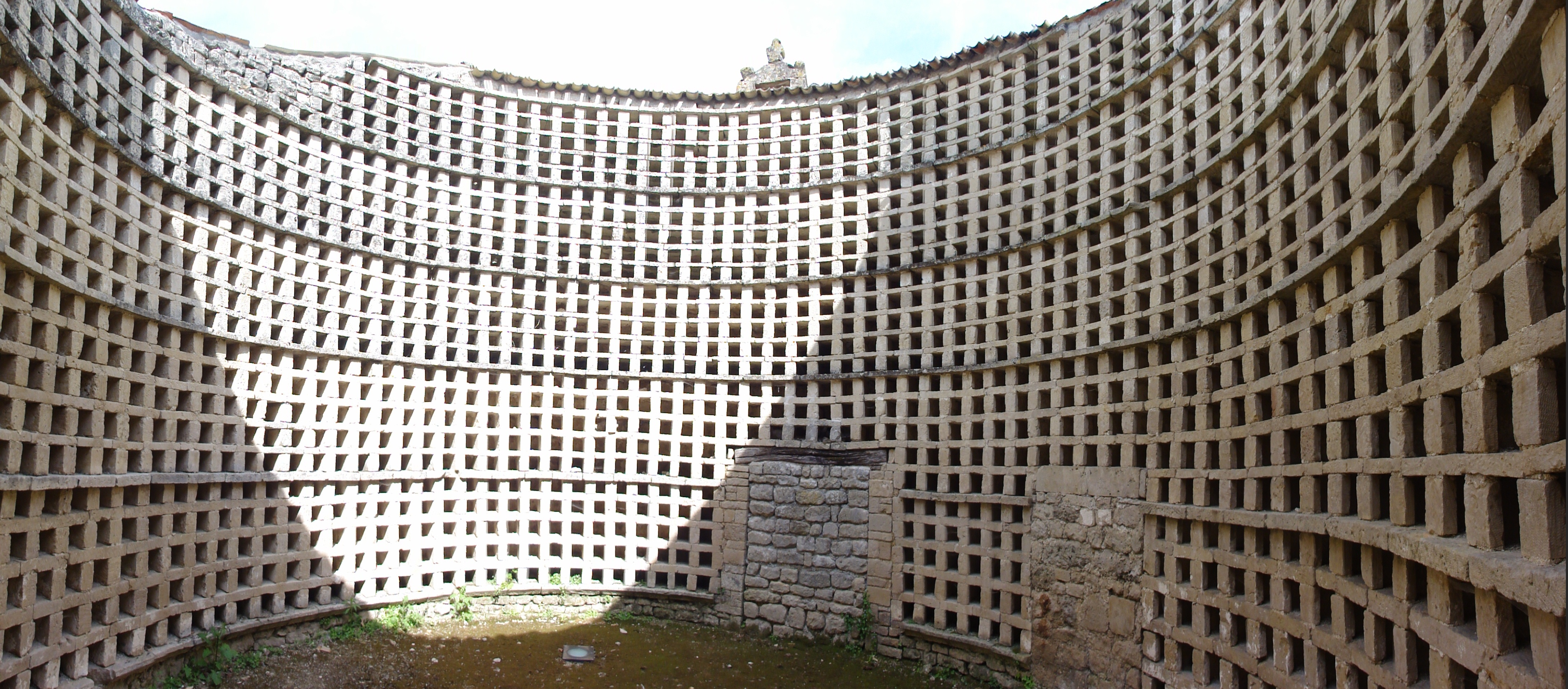
Innenansicht mit Taubennestern

Der Taubenturm (französisch colombier oder pigeonnier) in Aulnay, einer französischen Gemeinde im Département Charente-Maritime in der Region Nouvelle-Aquitaine befindet sich in der Rue de Salles.
Der Taubenturm aus Haustein mit etwa 2000 Taubennestern besitzt kein Dach. Diese Bauform wird als „fuye“ bezeichnet.